# 中国人民解放军陆军第四十集团军
中国人民解放军陆军第四十集团军，是中国人民解放军陆军已撤销的集团军，于1985年编成。前军部驻地辽宁省锦州市。

## 沿革

### 中华人民共和国成立前
抗日战争结束后，1945年10月底鲁中军区政委兼鲁中区委书记罗舜初率领山东军区第三师和警备第三旅一万多人，从邹县出发，在龙口乘坐木帆船渡海，在辽宁省的庄河、皮口等地登陆。1946年1月在辽东同冀东十六分区一个团发展起来的第21旅、第23旅合编为东北民主联军第三纵队，辖第七（山东三师）、第八（冀东第二十一旅）、第九旅（山东警三旅和冀东第二十三旅）。林彪打算由罗舜初任纵队司令员，而东北局打算罗舜初任辽东军区副司令兼参谋长，双方意见一时难以统一。于是东北局以三纵为主，加上四纵一部，临时组成一个纵队，由辽东军区司令员程世才为司令，罗舜初为政委，吴克华为副司令，前往黑山参战。任务完成后，三纵队的领导人选还没有定下来，罗舜初和程世才只好继续兼管三纵队的工作，三纵队的纵队部也就此由辽东军区司令部暂时兼任。四平保卫战时，林彪建议程世才为三纵队司令员，罗舜初为三纵队政委，唐凯为纵队副政委，中央批准了林彪的建议。四平保卫战结束后， 林彪电示三纵队不过松花江，到长白山建立根据地。三纵从长春附近的双阳、伊通掉头奔辉南，夺路向长白山。途中在黑石镇歼灭新六军二零七师一个营，随即攻克桦甸县城。前后共歼灭敌人千把人。躲开新六军十四师，到了辉南，已经没有国军。到了空城柳河。这时候东北停战开始。
1946年9月三纵配属辽宁保三旅和独三师，受命攻打西丰县城，要将准备进攻哈尔滨的敌军拖回来。攻克西丰之战全歼新六军二零七师的一个团，并两次击溃前来增援的敌军，一共歼灭五个营。三纵准备继续打开原和昌图。杜聿明改变原先进攻哈尔滨的战略，调新六军、五十二军南下，从先北满后南满，变为南攻北守，决心先打掉南满（此时安东、通化为解放区，临江为南满后方根据地）共军主力，然后向北进攻哈尔滨。这就是一保临江开端。
后来司令员一职先后由曾克林、韩先楚担任。
1947年8月下旬，东总决定从三纵队开始，进行诉苦运动和土改教育。搞到9月20号左右转入练兵运动，五天后投入东北秋季攻势第二阶段作战。东总命令三纵队以远程奔袭手段，同时包围五十三军第116师据守的西丰、头营子、威远堡和孤榆树这四个据点。
1948年11月，东北民主联军第三纵队被改编为中国人民解放军第四十军，军长为韩先楚，政治委员为罗舜初，辖第一一八、第一一九、第一二〇师共计3个师。1949年4月罗舜初任40军军长兼军党委书记。
第二次國共內戰中，该纵队参与了第三次本溪保卫战与第四次临江保卫战，被誉为“旋风部队”。1947年9月，毛泽东同志亲自修改并批转了该纵队开展诉苦教育的经验报告，由此在中国人民解放军全军内掀起以诉苦和“三查”（查阶级、查工作、查斗志）为中心的新式整军运动，被认为提高了解放军的战斗力。在辽沈战役进攻锦州的战斗中，所辖第7师第二十团攻下城防要塞配水池，后由第十九团和第八师二十三团首破锦州城墙。遼瀋戰役中，所辖第21团、第19团第1营和第7师炮兵营在胡家窝棚歼灭国军第九兵团（廖耀湘兵团）前进指挥所。1950年4月，改编的第四十军参与了占领海南岛的战役，所辖第一一八师为进攻海口的主力，第三五二团第一营后由中央军委授予“渡海先锋营”称号。

### 中华人民共和国成立后
1950年朝鲜战争爆发後，第四十军北上首批入朝参战。1950年10月25日晨，第一一八师与经过温井向北镇进攻的大韓民國陸軍第6师轄下一个加强步兵营遭遇，在两水洞地区由第一一八师首先发起突然进攻。在经过1小时的激战后，该加强步兵营覆没，第一一八师随即攻占了温井。此后中华人民共和国政府和朝鲜民主主义人民共和国政府均将10月25日定为中国人民志愿军出国作战纪念日。
在第四次战役中，第四十军在春川以南、金化以北地区抵抗了联合国军、韓國陸軍3个师及一个旅的进攻。第四十军第一二〇师第三六〇团第一连副班长曹庆功、第三五八团第三连班长王学凤和副班长刘维汉等，在子弹打光后与敌方同归于尽，均被中共中央军委追记一等功、并追授“一级战斗英雄”称号。
第四十军先后创造了解放军“7个第一”：爆破攻坚第一法；挺进东北第一团；诉苦教育第一课；攻克锦州第一险；北平入城第一师；解放海南第一船；抗美援朝第一仗。
1953年7月，第四十军由朝鲜回国后便长期驻守在辽宁省锦州市。在1960年代末中苏关系紧张期间，第四十军曾被确定为纵深防御的重点军团。1976年唐山大地震时，第四十军所辖步兵第一二〇师在震后参与了抗震救灾的一线工作，下属的第三五八团第一连后被中共中央军委授予“抗震救灾模范连”称号。
1984年邓小平宣布中国人民解放军裁军後，第四十军於1985年被改编中国人民解放军陆军第四十集团军。1989年曾到北京执行戒严任务。
2016年，中国人民解放军七大军区撤销，成立五大战区，陆军第四十集团军划归中国人民解放军北部战区陆军。

## 编制
1985年，陆军第四十军改编为陆军第四十集团军，辖步兵第一一八师、第一一九师、第一二〇师，并编入坦克第五师、炮兵旅（董存瑞部队，四十八军第一四三师→炮兵第二十一师（火箭炮）→炮兵第十一师（榴弹炮）→四十军炮兵旅）和高炮旅。步兵第一二〇师于1996年改为直属武警总部的机动师。1998年后，第四十集团军全军旅团化，步兵第一一八师、第一一九师改为摩步旅，坦克第五师改编为装甲旅。2003年，省军区摩步一九一旅转隶第四十集团军。第四十集团军全军共约30000人。
2017年撤编前，陆军第四十集团军下辖：
- 军直部队
  - 通信团
  - 工兵团
  - 防化团
  - 舟桥第八十二团
- 轻型机步第一一八旅
- 摩步第一一九旅
- 摩步第一九一旅
- 装甲第五旅
- 炮兵旅
- 防空旅

## 历任领导
| 中国人民解放军第四十军军长 1. 韩先楚（1948年11月—1949年4月） 2. 罗舜初（1949年4月—1950年4月） 3. 温玉成（1950年4月—1953年11月） 4. 邓岳（1957年9月—1960年5月） 5. 曾雍雅（1960年5月—1963年8月） 6. 吴忠（1963年8月—1968年4月） 7. 黄德懋（1968年5月—1975年11月） 8. 朱玉荣（1975年11月—1981年6月） 9. 邢维邦（1981年6月—1983年5月） 10. 吴家民（1983年5月—1990年4月） | 中国人民解放军第四十军政治委员 1. 袁升平（1949年10月—1952年6月） 2. 温玉成（1952年6月—1953年11月，兼任） 3. 李伯秋（1953年11月—1956年7月，代理） 4. 李伯秋（1956年7月—1960年5月） 5. 刘光涛（1961年12月—1964年3月） 6. 刘振华（1964年3月—1969年8月） 7. 展明（1969年8月—1970年7月） 8. 冯恺（1971年1月—1975年3月） 9. 张纪之（1975年3月—1977年10月） 10. 谭顺田（1978年5月—1983年5月） 11. 赵万夫（1983年5月—1985年8月） |

| 中国人民解放军陆军第四十集团军军长 1. 吴家民（1983年5月—1990年4月） 2. 何道泉（1990年4月—1992年11月） 3. 杨福臣（1994年2月—2001年12月） 4. 王国生（2001年12月—2003年12月） 5. 侯继振（2003年12月—2005年12月） 6. 彭勃（2005年12月—2012年12月） 7. 张学锋（2012年12月—） | 中国人民解放军陆军第四十集团军政治委员 1. 郑顺舟（1985年8月—1993年5月） 2. 曹惠臣（1993年5月—1996年1月） 3. 彭晓枫（1996年1月—2001年7月） 4. 赵开增（2001年7月—2002年11月） 5. 崔景龙（2002年11月—2008年7月） 6. 刘念光（2008年7月—2013年12月） 7. 徐贵福（2013年12月—） |

## 荣誉
曾被授予荣誉称号的单位有：
- 铁拳团：原步兵第一一八师第三五二团
- 渡海先锋营：原步兵第一一八师第三五二团第一营
- 卫国英雄连：步兵第一一八旅一营二连

曾被授予荣誉称号的个人有：
- 共产主义战士：雷锋

## 延伸阅读
- 中国人民解放军陆军第四十集团军政治部 编辑：《光辉战斗历程——中国人民解放军陆军第四十集团军军史画册》，1998年
- 张学锋、刘念光 主编：《旋风部队——陆军第四十集团军历史回眸》，白山出版社，2014年